# Cisticola woosnami
La cistícola de Woosnam (Cisticola woosnami) es una especie de ave paseriforme de la familia Cisticolidae propia de la región de los Grandes Lagos de África y sus proximidades.

## Distribución
Se encuentra en la región de los Grandes Lagos y las regiones aledañas del sureste de África Central. en Burundi, República Democrática del Congo, Kenia, Malaui, Ruanda, Tanzania, Uganda, y Zambia.
Su hábitat natural es la sabana y las praderas tropicales bajas.